# Svinná (Čachrov)
Svinná je malá rozptýlená vesnice, část městyse Čachrov v okrese Klatovy v Plzeňském kraji. Nachází se asi šest kilometrů jižně od Čachrova a sestává ze tří osad, z nichž Hořejší Svinná a Dolejší Svinná leží na severním, respektive západním úbočí Svinenského vrchu (970 metrů), Střední Svinná pak o něco níže při horním toku říčky Ostružné. Je zde evidováno 22 adres. V roce 2011 zde trvale žil jeden obyvatel.
Svinná leží v katastrálním území Svinná na Šumavě o rozloze 3,85 km².

## Historie
První písemná zmínka o vesnici pochází z roku 1404.

## Obyvatelstvo
Státní statistický úřad v Praze uvádí, že v obci Svinná o rozloze 385 hektarů v okrese Sušice, bylo k 22. květnu 1947 sečteno 25 přítomných obyvatel.
| Rok            | 1869 | 1880 | 1890 | 1900 | 1910 | 1921 | 1930 | 1950 | 1961 | 1970 | 1980 | 1991 | 2001 | 2011 | 2021 |
| -------------- | ---- | ---- | ---- | ---- | ---- | ---- | ---- | ---- | ---- | ---- | ---- | ---- | ---- | ---- | ---- |
| Počet obyvatel | 163  | 167  | 124  | 128  | 150  | 131  | 115  | 33   | 26   | 18   | 6    | 3    | 4    | 1    | 8    |
| Počet domů     | 22   | 22   | 22   | 20   | 21   | 20   | 23   | 7    | 7    | 4    | 2    | 2    | 3    | 3    | 6    |

## Obecní správa

### Územní příslušnost
- v letech 1850–1889 byla osada Svinná osadou obce Kunkovice, okres Sušice[10]
- v roce 1890 patřila obec Svinná do okresu Sušice[10]
- k 1. únoru 1949 patřila obec Svinná do okresu Sušice, poštovní úřad Zejbiš[7]
- k 1. lednu 1950 patřila obec Svinná do okresu Sušice, kraj Plzeňský, matriční úřad Místního národního výboru Zhůří[11]
- k 1. lednu 1951 patřila osada Svinná do obce Javorná[12]
- k 1. lednu 1951 patřila osada Svinná / obec Javorná do okresu Klatovy, kraj Plzeňský[13]
- k 1. červenci 1952 / k 1. lednu 1955 byla osada Svinná částí obce Javorná, okres Klatovy, kraj Plzeňský, matriční úřad Místního národního výboru Běšiny[14][15]
- k 1. červenci 1960 byla osada Svinná částí obce Javorná, okres Klatovy, kraj Západočeský[16]
- k 30. dubnu 1976 je osada Svinná částí městyse Čachrov, okres Klatovy, kraj Západočeský[10]

## Pamětihodnosti
- Vápenka (kulturní památka ČR)